# Hans Juurup
Ants Juurup, detto Hans (Viiratsi, 2 novembre 1915 – New Westminster, 28 maggio 2009), è stato un cestista estone.

## Carriera
Con l'Estonia disputò i Campionati europei del 1939.